# آورو ۵۳۳ منچستر
آورو ۵۳۳ منچستر (به انگلیسی: Avro 533 Manchester) یک هواپیمای ساختِ کارخانهٔ آورو در کشور بریتانیا است. این هواپیما در ۱ دسامبر ۱۹۱۸ میلادی نخستین پرواز خود را انجام داد.